# پراکندگی تامسون
در فیزیک، پراکندگی تامسون پراکندگی کشسان تابش الکترومغناطیسی از یک جسم باردار است؛ بنابراین انرژی جنبشی ذره و بسامد فوتون پیش و پس از پراکندگی تغییری نمی‌کند. میدان‌های الکتریکی و مغناطیسی موج فرودی به جسم شتاب می‌دهند. جسم باردار به خاطر شتاب‌گرفتن از خود تابش می‌کند و به این ترتیب موج فرودی، پراکنده می‌شود. ثابت بودن سطح مقطع پراکندگی تامسون و عدم وابستگی اش به فرکانس از خصوصیت‌های مهم این پراکندگی می‌باشد. پراکندگی تامسون پدیدهٔ مهمی در فیزیک پلاسما است که نخستین بار جوزف جان تامسون آن را توضیح داد.

## نمونه
گمان می‌رود که تابش زمینه کیهانی به خاطر اثر تامسون قطبیدهٔ خطی باشد. آشکارسازهایی مانند دبلیومپ و پلانک این قطبیدگی را می‌سنجند.
در توکامک‌ها و سایر ابزارهای همجوشی هسته‌ای، دما و چگالی الکترون‌ها در پلاسما را با آشکارسازی اثر تامسون بر روی باریکهٔ پرشدت لیزر می‌سنجند.